# Barreja
La barreja est une boisson constituée d'un mélange de brandy et de vin. La barreja la plus populaire est celle faite à partir de moscatel et d'anis, qui sont mélangés à parts égales directement dans un petit verre. C'est une boisson typiquement valencienne, qui se boit en son temps pour les matins froids de la récolte des oranges. Il peut aussi être fait avec du muscat et du brandy, du vin rance et de l'anis ou du vin de liqueur.
Il n'y a pas d'accord sur le fait que l'anis doit être sec ou sucré. On le buvait autrefois avant le petit-déjeuner, notamment pour faire passer le froid. Cet accompagnement du premier café du matin a été incorporé par les travailleurs immigrés valenciens qui étaient auparavant des travailleurs saisonniers de l'orangerie. Aujourd'hui, cependant, il est remplacé par le carajillo ou le triphasé.

## Lors du Patum de Berga
Avec le mau-mau, la barreja (surtout dans sa version à base de muscat et d'anis) est l'une des boissons typiques du Patum de Berga. Traditionnellement, les particuliers et les établissements de restauration fabriquaient leur propre barreja, mais en 2010, le Patronat de la Patum a reconnu une barreja officielle fabriquée par une distillerie locale, et désormais la vente de ce produit aide à financer le festival. La barreja était autrefois servie très froide, mais en 1989, le conseil municipal de Berga a ordonné qu'elle soit servie à température ambiante, car la fraîcheur dissimulait la teneur en alcool de la boisson.